# Пономарёва, Диана Игоревна
Диана Игоревна Пономарева (родилась 13 октября 1998 года в Москве) — российская футболистка, вратарь команды «Динамо» (Москва) и сборной России.

## Карьера
В 2007 году стала заниматься футболом в спортивной школе «Спартак», в 2012 году перешла в спортивную школу «Чертаново». Первый тренер — Мария Алипова.

### Клубная
Дебютировала в основном составе «Чертаново» 20 июня 2015 года в матче чемпионата России против «Рязань-ВДВ» (2:5), выйдя на замену в перерыве вместо Алены Беляевой. Впервые вышла в стартовом составе «Чертаново» 1 ноября того же года в игре против «Кубаночки» и провела полный матч (0:0). В составе «Чертаново» становилась финалисткой Кубка России (2017) и серебряным призёром чемпионата (2018). В сезонах с 2020 по 2022 выступала во всех матчах своего клуба. В январе 2023 года перешла в московское «Динамо».

### В сборной
В составе юниорской сборной России дебютировала в товарищеском Международном турнире «Евразия» 22 апреля 2014 года против сборной Свердловской области (11:1), выйдя в стартовом составе и отыграла 46 минут. Накануне решающего матча против сборной Азербайджана поднялась температура, и связи с этим отсутствовала на предыгровой тренировке, но к матчу восстановилась и сыграла весь матч. Первую официальную игру за сборную провела 22 марта 2015 года против сборной Испании (0:3). В составе молодежной сборной России дебютировала 10 сентября 2016 года против сборной Греции (4:2). Всего за сборные младших возрастов провела 10 матчей.
В 2022 году стала вызываться в основную сборную России, первый неофициальный матч провела 7 апреля 2022 года против «Локомотива», первый официальный товарищеский матч провела 10 октября 2022 года против сборной Белоруссии.

## Достижения
- Бронзовый призёр Первенства России по футболу среди женских команд первой лиги 2016 год
- Серебряный призёр Чемпионата России по футболу среди женских команд 2018 год